# Håkan Sandberg
Håkan Sandberg (* 27. Juli 1958) ist ein schwedischer ehemaliger Fußballspieler. Der Stürmer, der zwischen 1982 und 1985 für die schwedische Nationalmannschaft auflief, spielte in Schweden und Griechenland. Später arbeitete er als Trainer.

## Werdegang
Sandberg begann seine Karriere bei Örebro SK. Als Ergänzungsspieler hatte er seine ersten Auftritte in der Allsvenskan während der Spielzeit 1976. Zwei Jahre später hatte er sich als Stammkraft im Angriff des Klubs etabliert, stieg jedoch mit der Mannschaft in die zweite Liga ab. Mit 18 Saisontoren kürte er sich dort zwar zum Torschützenkönig der Nordstaffel, die von Tord Grip betreute Mannschaft verpasste jedoch als Tabellenzweiter hinter IK Brage den direkten Wiederaufstieg. Zwar mit neun Toren in der Zweitliga-Spielzeit 1981 nicht mehr so torgefährlich reichte es für den Klub erneut nur zur Vizemeisterschaft hinter AIK. Dennoch hatte er höherklassig auf sich aufmerksam gemacht und wechselte zum IFK Göteborg in die Allsvenskan. Auch hier zeigte er seine Torgefahr und war am Ende der Spielzeit 1981 mit 13 Saisontoren zweitbester vereinsinterner Torschütze hinter Liga-Torschützenkönig Torbjörn Nilsson.
Unter Trainer Sven-Göran Eriksson gestaltete sich das Jahr 1982 erfolgreich. Der Klub stürmte an die Ligaspitze und erreichte im Sommer die Endspiele um den UEFA-Pokal 1981/82. Zwar mittlerweile teilweise nur noch Ergänzungsspieler, kam er in den Finalspielen gegen den Hamburger SV jeweils als Einwechselspieler zum Einsatz und war somit am Titelgewinn beteiligt. Unter Gunder Bengtsson, Nachfolger des nach Portugal gewechselten Eriksson, holte der Klub zudem den Landespokal und die Meisterschaft. Seine guten Leistungen im Saisonverlauf führten im Herbst des Jahres zur Berufung in die Nationalmannschaft, in der er im November anlässlich eines Qualifikationsspiels zur Europameisterschaft 1984 gegen Zypern debütierte. 1983 wurde er erneut mit dem Klub Pokalsieger, ehe er im folgenden Sommer ein Angebot aus Griechenland wahrnahm.
Sandberg schloss sich AEK Athen an. Zusammen mit Thomas Mavros bildete er das Sturmduo des Klubs. Während dieser sich mit 27 Saisontoren zum Torschützenkönig der Liga krönte, trug er in seiner ersten Spielzeit in Südosteuropa mit 15 Saisontoren zum Einzug in den UEFA-Pokal als Tabellendritter bei. In der folgenden Spielzeit war er mit zwölf Saisontoren bester vereinsinterner Torschütze. Mit dem Klub, mit dem er bis ins Halbfinale des Landespokals einzog, belegte er erneut den dritten Rang. Die Spielzeit 1986/87 verlief sowohl für den Spieler als auch den Verein durchwachsen. Mit lediglich drei Saisontoren rutschte er mit dem Verein auf den siebten Tabellenrang ab. Am Saisonende wechselte er innerhalb der Liga zu Olympiakos Piräus. Unter anderem verletzungsbedingt bestritt er in der Hinrunde lediglich zwei Spiele für den Klub. Daher kehrte er zum Jahreswechsel nach Schweden zurück und schloss sich GIF Sundsvall in der Allsvenskan an. An der Seite von Tomas Brolin, Patrick Walker, Peter Andersson und Michael Brundin verpasste er mit dem Klub am Ende der Spielzeit 1988 als Tabellenfünfter lediglich aufgrund der schlechteren Tordifferenz gegenüber Örgryte IS die Teilnahme an der Meisterschaftsendrunde. Am Ende der folgenden Spielzeit stieg er mit dem Klub aus der ersten Liga ab, anschließend verließ er den Verein.
Sandberg übernahm 1993 das Traineramt beim schwedischen Zweitligisten IF Elfsborg, den er zwei Spielzeiten betreute. 1997 heuerte er beim norwegischen Klubs Tromsø IL an. Mit dem im Abstiegskampf befindlichen Klub hielt er in den Spielzeiten 1997 und 1998 jeweils die Klasse. Nachdem er zeitweise als Spieleragent gearbeitet hatte, übernahm er 2006 das Training beim Drittligisten Norrby IF. Nachdem die Mannschaft jedoch 2008 in den Abstiegskampf in der Division 1 gerutscht war, wurde er dort entlassen. Am Ende des Jahres kehrte er als Jugendtrainer zu IF Elfsborg zurück.